# Clemens August Schlüter
Clemens August Schlüter (* 3. Juli 1835 in Coesfeld; † 25. Dezember 1906 in Bonn) war Geologe und Paläontologe sowie Hochschullehrer.
Der Sohn eines Geheimen Justizrates studierte, nachdem er zunächst im Bergbau in Essen tätig gewesen war, ab 1859 in Berlin und Breslau Naturwissenschaften. Nach einer archäologischen Studienreise wurde er 1864 Privatdozent, 1873 außerordentlicher und 1882 ordentlicher Professor für Geologie und Paläontologie in Bonn. Neben wissenschaftlichen Arbeiten veröffentlichte er auch Gedichte.
1888 wurde er Mitglied der Leopoldina. Seine Tochter Auguste Schlüter heiratete den Landgerichtspräsidenten Rudolf Münster. Aus der Ehe ging der Chemiker Arnold Münster hervor.

## Schriften
- Geognostische Aphorismen aus Westfalen, o. O. 1860
- Cephalopoden der oberen deutschen Kreide. I. Abtheilung, 1871/72 II. Abtheilung, 1876, (Theodor Fischer) Cassel. Digitalisate: I, II

## Werke
- Natur und Gnade. Gedichte. Schöningh, Paderborn/Münster/Osnabrück 1890.